# Affenstein (Rheingrafenstein)
Die Burg Affenstein ist der Rest einer Hangburg bei Bad Münster am Stein-Ebernburg im Landkreis Bad Kreuznach in Rheinland-Pfalz. 

## Geographische Lage
Am schwer zugänglichen, südwestlichen Steilabfall des Rheingrafensteins wird die Burgstelle vermutet. Sie liegt ungefähr bei 230 m ü. NN auf halber Höhe zwischen der Burg Rheingrafenstein und der Nahe. Sie gehörte somit zur Kategorie der Hangburgen und war vermutlich eine Vorburg der Burg Rheingrafenstein.

## Geschichte
Eine urkundliche Erwähnung der Burg Affenstein („Affensteine unter Ringravensteine“) ist nur aus dem Jahre 1426 bekannt. Dort wird die Burg als Affensteine unter Ringravensteine benannt. Henne von Lonsheim und Johann von Wonsheim werden als Teilbesitzer der unter dem Lehen der Rheingrafschaft stehenden Burg genannt. Über die Zerstörung der Burg ist nichts bekannt, dürfte aber wohl in Zusammenhang mit der Zerstörung der Burg Rheingrafenstein im Jahre 1688 stehen.

## Erhaltungszustand
Die wenigen noch bestehenden Mauerreste sind aus Bruchsteinen gefertigt. Eine Besichtigung ist auf Grund der topographischen Lage nur schwer möglich.